# Do the Handicapped Go to Hell?
«Do the Handicapped Go to Hell?» (En España «Los Inhabilitados Van Al Infierno» y en Hispanoamérica «¿Van los Minusválidos al Infierno?») es el episodio 9 de la temporada 4 de la serie animada South Park continuado del episodio «Probably».

## Trama
En la Iglesia, mientras el Sr. Mackey leía su salmo preferido, Cartman le inventa uno a Stan y Kenny: "Es del hombre su obligación, meterle su erección, dentro de la separación...", tal salmo indigna al padre Maxie, quien le da un sermón a sus feligreses sobre el Infierno; un sitio para las personas que no asisten a misa, no confiesan sus pecados ni toman la comunión, un sitio de solo padecimiento y sufrimiento. Sin embargo, en el infierno, Satan celebra un Luau con su nuevo novio Chris, Mao Tse Tung, John F. Kennedy y su hijo, Diana de Gales, Conan O'Brien, Jeffrey Dahmer, Michael Landon, Gene Siskel, Allen Ginsberg, Jerry Garcia, Tiny Tim, Walter Matthau, Bob Hope, George Burns, Dean Martin y Frank Sinatra.
Satan se muda con Chris a un lujoso condominio, aunque faltaban cajas de la mudanza, Satan acude a abrir la puerta de su departamento creyendo que eran los mudanceros, pero para su sorpresa es Saddam Hussein (quien supuestamente había muerto definitivamente en South Park: Bigger Longer & Uncut) quien niega poder morir después de muerto diciendo "Me mataste, pero a donde iba a ir, a Detroit?", y le pide que vuelvan, pero Satan le da un rotundo NO ya que tenía una vida más estable con Chris.
Mientras tanto en la tierra, Stan, Kenny y Cartman deciden quedarse en el catequismo para no ir al Infierno. Para el catecismo en los domingos, su guía sería una monja conocida como Hermana Anne, esta les enseña sobre la Eucaristía y la  confesión, aunque no aclara a los chicos porque la ostia es el cuerpo de Jesús y porque el vino era su sangre.
Por su parte Satan lava los trastos con Chris en el infierno y la distracción de Satan le extraña a Chris y Satan le dice de lo sucedido ese día con Saddam Hussein, Chris sugiere invitarlo a cenar ya como personas maduras, pero Satan le refuta que Saddam siendo un loco asesinaría a Chris para quedarse con Satan. Al rato, luego de hablar con uno de sus demonios, Satan enfurece cuando Chris le confirma que invitó a Saddam a cenar.
En la tierra luego de que la hermana Anne les dijera que debían confesar sus pecados, los chicos empiezan a reflexionar de toda mala acción hecha en el pasado y cuando llega Kyle curioso de la tradición religiosa de sus amigos. Cartman dice que por ser judío el ira directo al infierno. Kyle se asusta al saber que alguna vez haya pecado y va a su casa a preguntar si los judíos podían confesarse y comulgar pero su madre le refuta ya que eso es una tradición católica y que los judíos no hacían parte de ella. A Kyle no le importa y se lleva a Ike para evitar ir al infierno, pero al llegar al despacho del Padre Maxie les dice que como judío ira al infierno, aunque la hermana Anne no está de acuerdo, el Padre Maxie justifica que los judíos irían al infierno por crucificar a Jesús. Más tarde en el confesionario, Stan cumple una penitencia de rezar 40 avemarías, siendo interrumpido constantemente además con la curiosidad de que si los inválidos como Timmy irían al infierno. Cartman confiesa ante el Padre Maxie (sin saber que es él) muchos pecados entre ellos hacia el mismo padre que enojado lo estrangula al ver los males que le causó (defecar en el sándwich del sacerdote, orinar sobre el agua bendita, cagar en la calle y culpar de ello al perro del cura). Asustado por la suerte de él y sus amigos, Cartman hace "bautizar" a Kyle, Ike y Timmy aunque diciendo malas palabras, lo que hace que el mismo Cartman, Stan y Kenny fuesen a confesarse de nuevo, pero al cruzar una calle junto con Butters, Clyde y otros chicos, Kenny es atropellado por un bus, creyendo que Dios lo castigó por sus pecados.
Mientras en el infierno, Chris recibe a Saddam para cenar, Saddam fallidamente ataca a Chris con una papa-bomba. Posteriormente durante la cena (que era comida vegetariana) Saddam acosa a Satan y Chris pregunta sobre sus anécdotas a la vez que les dice que murió al resbalar de una escalera eléctrica y su anterior trabajo en la tierra era nutricionista. A Saddam no le agrada Chris y esa misma noche Chris trata de ser bueno en la cama con Satan sin éxito pero al dormirse Satan dice a Chris "Saddam", eso hace que desairado Satan salga a un motel barato donde Saddam lo esperaba.
En la tierra, los chicos entran por la parte de atrás de la iglesia al encontrarla cerrada pero al tratar de entrar al confesionario encuentran al Padre Maxie pecando dentro del confesionario cometiendo sexo anal con una mujer. Con miedo a que el padre y los niños fuesen al infierno, Stan, Cartman y Kyle crean un culto invitando a los niños como feligreses.